# Jubba Airways
Jubba Airways - Somalijskie linie lotnicze obsługujące krajowe loty pasażerskie i towarowe na terenie Somalii, a także do miejsc docelowych na Bliskim Wschodzie.

## Flota
Flota Jubba Airways (wrzesień 2023):
- 1 Fokker 50

## Porty docelowe

### Afryka
- Dżibuti
  - Dżibuti (Port lotniczy Dżibuti-Ambouli)
- Somalia
  - Boosaaso (Port lotniczy Boosaaso)
  - Gaalkacyo (Port lotniczy Gaalkacyo)
  - Hargejsa (Port lotniczy Hargejsa-Egal)
  - Mogadiszu (Port lotniczy Mogadiszu)

### Azja
- Arabia Saudyjska
  - Dżudda (Port lotniczy Dżudda)
- Zjednoczone Emiraty Arabskie
  - Dubaj (Port lotniczy Dubaj)
  - Szardża (Port lotniczy Szardża)